# Ekonomika Čínské lidové republiky
Ekonomika Čínské lidové republiky je největší průmyslová ekonomika na světě. Čínský ekonomický model známý jako „socialismus s čínskými rysy“ zahrnuje jak prvky plánované ekonomiky skrze strategické pětileté plány a vysokou míru státních podniků, tak relativně velké množství domácích i zahraničních soukromě vlastněných firem. Čínská ekonomika se stále řadí jako rozvojová, nově industrializovaná země, zejména kvůli značným rozdílům mezi vyspělými průmyslovými oblastmi ve východní části Číny a zaostalými zemědělskými oblastmi ve vnitrozemí.
Státem vlastněné podniky představovaly v roce 2019 více než 60 % čínské tržní kapitalizace a v roce 2020 vytvářely 40 % čínského HDP ve výši 15,98 bil. USD, přičemž zbývající část tvořily domácí a zahraniční soukromé podniky. V roce 2014 čínská ekonomika předstihla Spojené státy americké ve výši HDP podle parity kupní síly, v roce 2021 předstihla Evropskou unii v nominální hodnotě HDP a prognózy ukazují, že Čína do roku 2028 předstihne USA i v nominálním HDP. Bohužel jsou ale údaje o čínské ekonomice, zejména o vývoji HDP trvale podávány zavádějícím způsobem. Údaj o HDP/p.c. je uváděn v částce 14096 USD. Jenže s tím je v hrubém nepoměru průměrný měsíční příjem 31100 RMB, což v přepočtu na USD je 4665 USD/měsíc. Takže při přepočtu celkového počtu pracovních sil, po odečtení nezaměstnaných vůči celkovému počtu obyvatel vychází, že 52% obyvatelstva má v průměru příjem výše uvedený, takže v nominálu pouze hrubých mezd vychází HDP p.c. 29109 USD, aniž by byly započteny příjmy z podnikání, vývozu a z investic (přičemž tyto příjmy v případě Číny představují vyšší položku než úhrn mezd).
Úspěchy čínské ekonomiky začínají v roce 1978, kdy Komunistická strana Číny pod vedením Teng Siao-pchinga zahájila rozsáhlou ekonomickou transformaci země známou jako otevření Číny světu. Od zahájení reforem má Čína nejrychleji rostoucí ekonomiku na světě s růsty až 10 % ročně za posledních 30 let. Čína má 4 z 10 nejkonkurenceschopnějších finančních center na světě (Šanghaj, Hongkong, Peking a Šen-čen), což je více než kterákoli jiná země. Dále má 3 z 10 největších světových burz (Šanghaj, Hongkong a Šen-čen), a to jak podle tržní kapitalizace, tak podle celkového objemu obchodu. K roku 2020 celková tržní kapitalizace akciových trhů v Číně přesáhla 10 bil. USD, při započítání burzy v Hongkongu dohromady přes 15,9 bil. USD.
V červnu roku 2020 zahraniční investoři nakoupili celkem 440 mld. USD v čínských akciích, což představuje asi 2,9 % celkové hodnoty, zahraniční investoři tedy skoupili celkem 156,6 mld. USD v akciích jen v první polovině roku 2020. Celková hodnota čínského dluhopisového trhu dosáhla na začátku září 2020 výše 15,4 bil. USD a je tak na druhém místě hned po USA s více než 40 bil. USD. Ke konci září 2020 dosáhla drželi zahraniční investoři čínské dluhopisy ve výši 388 mld. USD, neboli 2,5 % z celkové hodnoty, což je meziroční nárůst o 44,66 %.
Čínský HDP činil v roce 2021 17,7 bil. USD , což je o 8,1 % více než v předchozím roce. Čína se v roce 2020 umístila na 59. místě podle HDP (nominální) na obyvatele a 73. podle HDP (PPP) na obyvatele. Země má přírodní zdroje v odhadované hodnotě 23 bil. dolarů, z nichž 90 % tvoří uhlí a vzácné zeminy. Čína má také největší světová aktiva bankovního sektoru ve výši přibližně 45 bil. USD s vklady a jinými závazky ve výši 42 bil. USD. 
Celková zahraniční finanční aktiva vlastněná Čínou dosáhla 7,8 bil. USD a její zahraniční finanční závazky 5,7 bil. USD, což z Číny dělá druhou největší věřitelskou zemi hned po Japonsku na světě. V roce 2020 byla Čína největším příjemcem přímých zahraničních investic na světě ve výši 163 mil. USD ročně. V roce 2018 byla Čína první na světě v celkovém počtu dolarových miliardářů a druhá v počtu milionářů, čínských miliardářů bylo 658 a 3,5 mil. bylo milionářů. Čína je domovem největších společností ve Fortune 500, ze kterých 135 sídlí v Číně. Více než 200 technologických startupů má hodnotu přes 1 mld. dolarů, což je nejvyšší číslo na světě. Čína má největší devizové rezervy na světě v hodnotě 3,1 bil. dolarů.
Čína je největší světovou zpracovatelskou ekonomikou a vývozcem zboží na světě. Je to také nejrychleji rostoucí spotřebitelský trh a druhý největší dovozce zboží. Čína je největším světovým spotřebitelem mnoha komodit a představuje asi polovinu celosvětové spotřeby kovů. Je největší obchodní země na světě a hraje čím dál významnější roli v mezinárodním obchodu. Čína se stala členem Světové obchodní organizace v roce 2001. Má také dohody o volném obchodu s většinou států, mimo jiné s ASEAN, Austrálií, Novým Zélandem, Pákistánem, Jižní Koreou a Švýcarskem. Největšími obchodními partnery Číny jsou Spojené státy americké, Evropská unie, Japonsko, Hongkong, Jižní Korea, Indie, Tchaj-wan, Austrálie, Vietnam, Malajsie a Brazílie. Více než 778 mil. produktivních obyvatel Číny v roce 2020 tvoří největší pracovní sílu na světě.
V indexu snadnosti podnikání za rok 2020 se Čína řadí na 31. místo a na 28. místo v indexu konkurenceschopnosti. Podle indexu inovací se v roce 2021 Čína umístila na 12. místo, 3. místě v oblasti Asie a na 2. místě v zemích s více než 100 miliony obyvatel. Čína patří na první příčky v množství patentů, ochranných známek a průmyslových vzorů. Má také 2 z 5 nejlepších světových vědeckých a technologických pracovišť, což je více než kterákoli jiná země. K březnu roku 2022 má Čína více než půl miliardy uživatelů 5G internetu.

## Historie
Od založení ČLR v roce 1949 země zažila několik ekonomických období, od sovětského socialismu po maoismus až postupný přechod k tržnímu kapitalistickému systému. Politika Velkého skoku a následná Kulturní revoluce značně oslabila zemi, přesto od začátku ekonomické reformy v roce 1978 Čína zaznamenala výrazné zlepšení životní úrovně a zažila relativní sociální stabilitu. V tomto období se Čína vyvinula z izolovaného zaostalého státu v páteř světové ekonomiky.
Čína je od 80. let nejrychleji rostoucí ekonomikou na světě a mezi lety 1978 a 2005 dosahoval průměrný růste HDP až 10 %. Ekonomická transformace vyžadovala komplexní řadu reforem finančního, ekonomického, politického a právního systému a schopnosti vlády pružně reagovat na nezamýšlené důsledky těchto změn. Transformace od roku 1978 byla doprovázena vysokou úrovní industrializace a urbanizace, což ovlivnilo každý aspekt čínské společnosti a kultury.

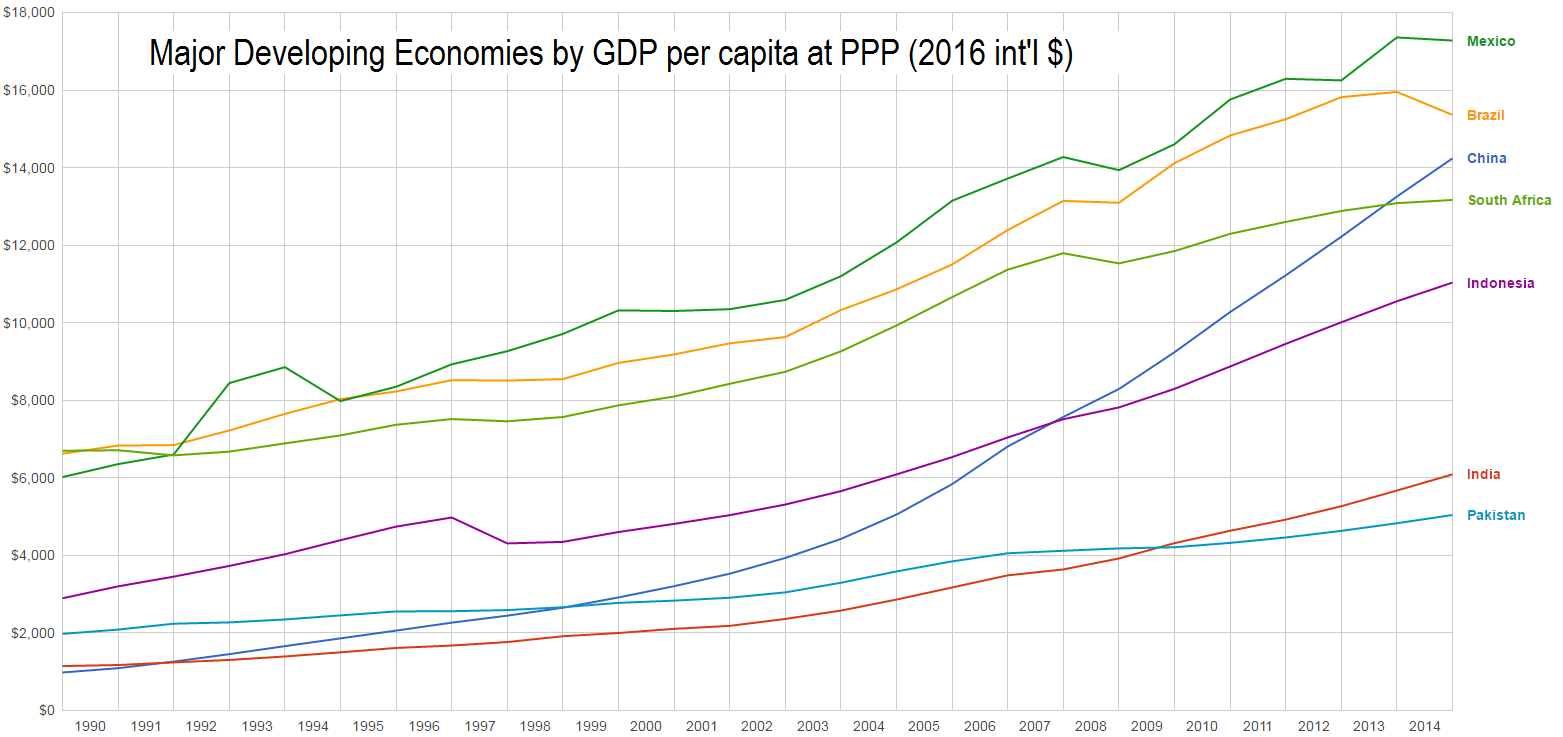
Vývoj čínské ekonomiky.

Velká rozloha Číny vytváří velké regionální rozdíly v životní úrovni, která se může lišit od extrémní chudoby po relativní prosperitu západního typu. Ve velké části čínského venkova žijí obyvatelé ze zemědělství, zatímco ve velkých městech, jako je Šanghaj nebo Peking, se formuje moderní ekonomika založená na službách, průmyslu a inovacích.

## Sektory

### Zemědělství
Čína je největším světovým výrobcem a spotřebitelem zemědělských produktů. V zemědělství pracuje asi 300 milionů čínských pracovníků, kteří většinou pracují na pozemcích o velikosti rodinných farem. Prakticky veškerá orná půda se využívá pro potravinářské plodiny. Čína je největším světovým producentem rýže a patří mezi hlavní producenty pšenice, kukuřice, tabáku, sójových bobů, brambor, čiroku, arašídů, čaje, prosa, ječmene, vepřového masa a ryb.
Mezi hlavní nepotravinářské plodiny patří bavlna a olejnaté semena. Zemědělský export, jako je zelenina a ovoce, ryby a korýši, obilí a masné výrobky, se vyváží primárně do Hongkongu. Čínská orná půda tvoří pouze 75 % celkové plochy USA, ale produkuje asi o 30 % více plodin a živočišné výroby než Spojené státy. 
V posledním desetiletích vláda podporuje zemědělskou mechanizaci, zavlažování a efektivnější způsoby využívání půdy, aby zvýšila výnosy a kompenzovala ztrátu venkovského obyvatelstva, hromadně migrujícího do průmyslových měst. Roční růst zemědělské mechanizace v Číně je 6,38 % a mezi lety 1978 až 2014 se míra mechanizace zemědělství zvýšila o 60 %.
Environmentální problémy, jako jsou záplavy, sucho a eroze, představují vážné ohrožení zemědělství v mnoha částech země, země se také potýká s vysokým odlesňováním.

### Těžba nerostných surovin
Přes značné nerostné bohatství v Čína vyžaduje rychlá industrializace Číny dovoz nerostů ze zahraničí. Zejména dovoz železné rudy z Austrálie a Spojených států prudce vzrostl na počátku 21. století, protože výroba oceli rychle předstihla domácí těžbu železné rudy. Čína je stále aktivnější v několika afrických zemích, aby těžila tamější nerostné bohatství, které potřebuje pro svůj ekonomický růst, zejména v zemích rovníkové Afriky jako Konžská demokratická republika nebo Gabon.

### Energetika
Od roku 1980 výroba elektrické energie v Číně dramaticky vzrostla, stejně jako spotřeba. Přibližně 60 % veškeré energie se vyrábí z fosilních paliv v tepelných elektrárnách, 17 % ve vodních elektrárnách a jen asi 2 % pochází z jaderné energie. Geografické rozmístění nerostných surovin je relativně daleko od hlavních průmyslových center lokalizovaných u pobřeží. Severovýchod Číny je bohatý na uhlí a ropu, střední část severní Číny má hojné naleziště uhlí a jihozápad má obrovský hydroelektrický potenciál. Čínská ekonomika je největší producentem CO2 na světě a ačkoliv se zavázala do roku 2060 stát se uhlíkově neutrální, emise neustále narůstají. Od přelomu tisíciletí Čína masivně investuje do obnovitelných zdrojů energie.

### Průmysl
Průmysl a stavebnictví tvoří 46,8 % čínského HDP. V letech 2011 až 2013 Čína spotřebovala více cementu, než spotřebovaly Spojené státy za celé 20. století. V roce 2009 pocházelo přibližně 8 % celkové průmyslové výroby na světě ze samotné Číny a umístila se tak na třetím místě celosvětové průmyslové výroby. V roce 2010 se Čína podílela na světovém výrobním výkonu 19,8 % a v tomto roce se stala největším výrobcem na světě poté, co USA držely tuto pozici přes 110 let.
Mezi hlavní průmyslová odvětví patří těžba a zpracování rud, primárně železa a oceli, hliníku a uhlí. Dále vede výroba strojů, zbraní, textilií a oděvů, cementu, chemikálií, hnojiv, potravin, automobilů a dalších dopravních zařízení včetně lokomotiv, lodí a letadel, obuvi, hraček, elektroniky, telekomunikace a poslední dobou i dynamicky rozšiřující sektor informačních technologií. Čína se tak často nazývá „světovou továrnou“.
Od začátku ekonomické transformace průmyslovému rozvoji věnována značná pozornost. V roce 2011 mělo 46 % čínské produkce odbytiště na domácím trhu, procento mnohem vyšší než kdekoliv jinde. Mezi různými průmyslovými odvětvími má nejvyšší prioritu strojírenský a hutnický průmysl. Samotné tyto dvě oblasti nyní tvoří asi 20–30 % celkové hodnoty průmyslové produkce. Některý těžký průmysl považován za strategický zůstává ve vlastnictví státu, roste ale podíl lehkého a spotřebního průmyslu, které  je v primárně v soukromém vlastnictví.
Hlavním zaměřením vývoje v chemickém průmyslu je rozšíření výroby chemických hnojiv, plastů a syntetických vláken. Růst tohoto odvětví zařadil Čínu mezi přední světové výrobce dusíkatých hnojiv. V sektoru spotřebního zboží je hlavní důraz kladen na textil a oděvy, které rovněž tvoří významnou část čínského exportu. Textilní výroba představuje asi 10 % průmyslové produkce. Ačkoliv se průmyslová výroba rozšiřuje do všech míst Číny, mezi nejdůležitější průmyslová centra patří Šanghaj, Kanton nebo Charbin.
Za rok 2018 vykázal čínský ocelářský průmysl zisky 70 mld. USD, což bylo o 39 % více než v předchozím roce. Ze 45 největších společností vyrábějících ocel na světě je 21 čínských, včetně největší světové společnosti China Baowu Steel Group.

### Služby
Produkce čínských služeb byla v roce 2015 celosvětově na druhém místě po Spojených státech. V roce 2015 sektor služeb vyprodukoval 52,9 % ročního HDP Číny, na druhém místě za průmyslem. Jeho podíl na HDP je však stále nízký ve srovnání s poměrem ve vyspělých zemích a zemědělský sektor stále zaměstnává velkou část pracovní síly.
Před nástupem ekonomických reforem v roce 1978 se čínský sektor služeb vyznačoval státem provozovanými obchody, přídělovým systémem a regulovanými cenami, s reformou přišel volnotržní systém cen, soukromí podnikatelé a živnostníci. Velkoobchod a maloobchod se rychle rozrůstal, v městských oblastech byla postavena četná nákupní centra, maloobchodní prodejny, řetězce restaurací a hotely. Cestovní ruch se stal významným faktorem zaměstnanosti a zdrojem příjmů.
Čína je hostitelem největšího počtu památek světového dědictví UNESCO na světě. Čínský turistický sektor je jedním z nejrychleji rostoucích odvětví v ekonomice. Cestovní ruch tvoří podíl na ekonomice částkou asi 2,6 % HDP. V roce 2011 činil celkový počet příjezdů mezinárodních turistů 58 milionů a příjmy z mezinárodního cestovního ruchu činily 48 mld. USD. Domácí turisté tvořili více než 90 % turistického ruchu země a více než 70 % celkových příjmů. V roce 2002 dosáhl příjem z domácích turistů 46,9 mld. USD. V Číně vzniká široká střední třída se silnou kupní silou, zejména ve velkých městech.
Maloobchodní tržby v Číně představují 7 % celosvětových maloobchodních tržeb, čínští zákazníci však tvoří 25 % celosvětového maloobchodního prodeje luxusního spotřebního zboží. Mnoho obchodů v mezinárodních destinacích má specializovaný personál věnovaný čínským zákazníkům.

## Zahraniční obchod

Složení čínského vývozu v roce 2019.

Drtivá většina čínského dovozu jsou moderní technologie a vybavení z rozvinutých zemí, primárně Japonska a Spojených států. Polovina čínského dovozu pochází z východní a jihovýchodní Asie kam směřuje přibližně i čtvrtina čínského vývozu. Asi 80 % vývozu Číny tvoří průmyslové zboží, nejčastěji spotřební, jako textilie, elektronika a potravinářské produkty. Čína má 3 z 5 nejrušnější přístavů na světě. Růst vývozu je i nadále hlavní složkou podporující rychlý ekonomický růst Číny.

### Hlavní země vývozu
- Evropská unie 17,2 %
- USA 16,7 %
- ASEAN 12,83 %
- Hongkong 12,16 %
- Japonsko 5,91 %
- Jižní Korea 4,37 %
- Indie 5,8 %
- Rusko 2,64 %

### Hlavní země dovozu
- Evropská unie 12,82 %
- ASEAN 12,58 %
- Jižní Korea 9,58 %
- Japonsko 8,45 %
- Tchaj-wan 8,32 %
- USA 7,24 %
- Kanada 4,19 %
- Brazílie 3,1 %